# Puntate di Compagni di viaggio
Le otto puntate della miniserie televisiva Compagni di viaggio sono state trasmesse negli Stati Uniti d'America dal 29 ottobre al 17 dicembre 2023 dal canale via cavo Showtime. Inoltre, le puntate sono state rese disponibili anche sulla piattaforma di streaming on-demand Paramount+ with Showtime due giorni prima della loro trasmissione televisiva.
In Italia le puntate sono state pubblicate dal 28 ottobre al 15 dicembre 2023 sul servizio di streaming on-demand Paramount+.
| n° | Titolo originale                   | Titolo italiano                 | Prima TV USA     | Pubblicazione Italia |
| -- | ---------------------------------- | ------------------------------- | ---------------- | -------------------- |
| 1  | You're Wonderful                   | Sei meraviglioso                | 29 ottobre 2023  | 28 ottobre 2023      |
| 2  | Bulletproof                        | A prova di bomba                | 5 novembre 2023  | 3 novembre 2023      |
| 3  | Hit Me                             | Colpiscimi                      | 12 novembre 2023 | 10 novembre 2023     |
| 4  | Your Nuts Roasting on an Open Fire | Abbrustolito su un braciere     | 19 novembre 2023 | 17 novembre 2023     |
| 5  | Promise You Won't Write            | Promettimi che non mi scriverai | 26 novembre 2023 | 24 novembre 2023     |
| 6  | Beyond Measure                     | Oltre misura                    | 3 dicembre 2023  | 3 dicembre 2023      |
| 7  | White Nights                       | Notti bianche                   | 10 dicembre 2023 | 8 dicembre 2023      |
| 8  | Make It Easy                       | Semplifica le cose              | 17 dicembre 2023 | 15 dicembre 2023     |

## Sei meraviglioso
- Titolo originale: You're Wonderful
- Diretto da: Daniel Minahan
- Scritto da: Ron Nyswaner

### Trama
- Guest star: Chris Bauer (senatore Joseph McCarthy), Erin Neufer (Mary Johnson), Will Brill (Roy Cohn), Christine Horne (Jean Kerr), Matt Visser (David Schine).

## A prova di bomba
- Titolo originale: Bulletproof
- Diretto da: Daniel Minahan
- Scritto da: Dee Johnson

### Trama
- Guest star: Chris Bauer (senatore Joseph McCarthy), Erin Neufer (Mary Johnson), Will Brill (Roy Cohn), Christine Horne (Jean Kerr), Matt Visser (David Schine), Rosemary Dunsmore (Estelle), Mike Taylor (Leonard Smith), Jane Moffat (Helen).

## Colpiscimi
- Titolo originale: Hit Me
- Diretto da: Destiny Ekaragha
- Scritto da: Brandon K Hines e Jack Solomon (sceneggiatura), Ron Nyswaner (storia)

### Trama
- Guest star: Chris Bauer (senatore Joseph McCarthy), Will Brill (Roy Cohn), Christine Horne (Jean Kerr), Matt Visser (David Schine).

## Abbrustolito su un braciere
- Titolo originale: Your Nuts Roasting on an Open Fire
- Diretto da: James Kent
- Scritto da: Anya Leta

### Trama
- Guest star: Chris Bauer (senatore Joseph McCarthy), Erin Neufer (Mary Johnson), Will Brill (Roy Cohn), Christine Horne (Jean Kerr), Matt Visser (David Schine), Jane Moffat (Helen), Mike Taylor (Leonard Smith).

## Promettimi che non mi scriverai
- Titolo originale: Promise You Won't Write
- Diretto da: James Kent
- Scritto da: Katie Rose Rogers e Robbie Rogers

### Trama
- Guest star: Chris Bauer (senatore Joseph McCarthy), Will Brill (Roy Cohn), Christine Horne (Jean Kerr), Matt Visser (David Schine), Jane Moffat (Helen), Mike Taylor (Leonard Smith).

## Oltre misura
- Titolo originale: Beyond Measure
- Diretto da: Uta Briesewitz
- Scritto da: Dee Johnson

### Trama
- Guest star: Etienne Kellici (Jackson), Jane Moffat (Helen), Teagan Rayne Sellers (Kimberly da giovane).

## Notti bianche
- Titolo originale: White Nights
- Diretto da: Destiny Ekaragha
- Scritto da: Brandon K. Hines e Ron Nyswaner

### Trama
- Guest star: Morgan Lever (Craig), Carlos Gonzalez-Vio (Rafael), Nathan Keyes (Joel), Kurtis De'Jon (Barry), Jude Wilson (Jerome), Brittany Raymond (Kimberly Fuller).